# Agustín Mazzilli
Agustín Alejandro Mazzilli (Monte Grande, 20 de junio de 1989) es un jugador argentino de hockey sobre césped. Formó parte de la  Selección nacional. Se formó en Lomas Athletic Club.
Agustín se retiró de la Selección nacional tras finalizar su participación en los Juegos Olímpicos de París 2024 donde obtuvo el séptimo puesto.

## Carrera deportiva
Agustín Mazzilli se formó en las categorías inferiores del Lomas Athletic Club. 
- 2008: integró la selección juvenil que obtuvo el título panamericano en Trinidad y Tobago.
- 2011: medalla de oro en los Juegos Panamericanos de 2011.
- 2014: medalla de bronce en el Campeonato Mundial.
- 2015: medalla de oro en los Juegos Panamericanos de 2015.
- 2016: medalla de oro en los Juegos Olímpicos de Río de Janeiro 2016.